# إسبانيا في الألعاب الأولمبية
إسبانيا في الألعاب الأولمبية الألعاب الأولمبية جزء مهم في الثقافة الرياضية الإسبانية، كانت مشاركة إسبانيا أول مرة في الأولمبياد في الدورة الثانية في سنة 1900 في باريس في فرنسا وفازت بتلك الدورة بأول ميدالية، لم تشارك إسبانيا في دورات 1904 و 1908 و 1912 بسبب عدم وجود لجنة لإسبانيا، وبعد ذلك تم تأسيس اللجنة الأولمبية الإسبانية في سنة 1912، لكن الألعاب الأولمبية تم إيقافها بسبب اندلاع الحرب العالمية الأولى (1914-1918)، مشاركة إسبانيا الثانية كانت في دورة الألعاب الأولمبية الصيفية 1920 في أنتويرب في بلجيكا، إلا أنها قاطعت المشاركة في دورة 1936 في برلين بسبب اندلاع الحرب الأهلية الإسبانية، في دورة 1992 قامت مدينة برشلونة الإسبانية بتنظيم الألعاب الأولمبية وذلك عندما كان خوان أنطونيو سامارانش رئيس اللجنة الأولمبية الدولية والتي كانت برشلونة مدينته الأم، خلال مشاركات إسبانيا في الألعاب الأولمبية الصيفية فازت إسبانيا ب131 ميدالية منها 37 ميدالية ذهبية، وأكبر عدد فازت فيه كانت دورة 1992 في برشلونة، حيث فازت ب22 ميدالية منها 13 ميدالية ذهبية وإحتلت المركز السادس في تلك الدورة، وقد كانت تلك الدورة الوحيدة التي كانت فيها إسبانيا ضمن ال10 الأوائل، وأغلب الميداليات التي فازت بها إسبانيا كانت في الإبحار وسباق الدراجات الهوائية والجمباز والجودو والتجديف وألعاب قوى.
في الألعاب الأولمبية الشتوية كانت مشاركة إسبانيا الأولى في دورة الألعاب الأولمبية الشتوية 1936 في غارميش-بارتنكيرخن في ألمانيا، وأول ميدالية فازت بها كانت في دورة الألعاب الأولمبية الشتوية 1972 في سابورو في اليابان ،ولم تفز إسبانيا إلا بميداليتين في الألعاب الأولمبية الشتوية.